# Wind in the Wires
Wind in the Wires es el segundo álbum del cantante Patrick Wolf. Los sencillos de este álbum fueron "The Libertine", "Wind in the Wires" y "Tristan".

## Lista de canciones
1. The Libertine – 4:23
2. Teignmouth – 4:50
3. The Shadow Sea – 0:37
4. Wind in the Wires – 4:18
5. The Railway House – 2:24
6. The Gypsy King – 3:08
7. Apparition – 1:16
8. Ghost Song – 3:13
9. This Weather – 4:35
10. Jacob's Ladder – 1:21
11. Tristan – 2:36
12. Eulogy – 1:44
13. Land's End – 7:06

Todas las canciones fueron escritas por Patrick Wolf
- Datos: Q1847924